# Уггеад
Уггеад (д/н — після 569) — засновник династії Вакей, що панувала в протодержаві Авкар.

## Життєпис
Про нього обмаль відомостей, окрім того, що очолив союз з 4 берберських племен. Власне ім'я невідоме, оскільки Уггеад є варіантом імені мовою солінке.
Ймовірно, рушив на південь після поразки Королівства вандалів від візантійського війська. Було підкорено області Тагант і Ходх (сучасна Мавританія).
За усними переказами приблизно в 550-х роках було переможено протодержаву Аврегу (Авкар), повалено династії Кіссе Тункари. Носив титул авггей (оггей) або вака, а мовою серер і солінке — елду і луду відповідно.
У 560-х роках переніс столицю до Кумбі, що згодом стала резиденцією правителя Вагадугу. Звідси висловлюється гіпотеза, що сама назва «Вагадугу» походить від назви Кумбі мовою солінке: Вага (Вака) — титул правителів держави і дугу (столиця). Інша гіпотеза перекладає «Вагадугу» як Країну пастухів.
Уггеад посилив вплив берберів в державі, разом з тим військо стало наповнюватися представниками місцевих негроїдних племен. Подальші очільники Авкару представляли кожне з 4 берберських племен почергово.